# Гартлі (Каліфорнія)
Гартлі (англ. Hartley) — переписна місцевість (CDP) в США, в окрузі Солано штату Каліфорнія. Населення — 2430 осіб (2020).

## Географія
Гартлі розташоване за координатами 38°25′13″ пн. ш. 121°57′3″ зх. д. / 38.42028° пн. ш. 121.95083° зх. д. (38.420393, -121.950842).  За даними Бюро перепису населення США в 2010 році переписна місцевість мала площу 16,85 км², з яких 16,78 км² — суходіл та 0,07 км² — водойми.

## Демографія
Згідно з переписом 2010 року, у переписній місцевості мешкало 2510 осіб у 870 домогосподарствах у складі 665 родин. Густота населення становила 149 осіб/км².  Було 949 помешкань (56/км²).
Расовий склад населення:
| - 77,9 % — білих - 2,8 % — чорних або афроамериканців - 2,8 % — азіатів - 1,0 % — корінних американців - 0,6 % — вихідців з тихоокеанських островів - 9,9 % — осіб інших рас |

До двох чи більше рас належало 5,0 %. Частка іспаномовних становила 20,3 % від усіх жителів.
За віковим діапазоном населення розподілялося таким чином: 21,6 % — особи молодші 18 років, 63,6 % — особи у віці 18—64 років, 14,8 % — особи у віці 65 років та старші. Медіана віку мешканця становила 44,8 року. На 100 осіб жіночої статі у переписній місцевості припадало 102,7 чоловіків;  на 100 жінок у віці від 18 років та старших — 103,6 чоловіків також старших 18 років.
Середній дохід на одне домашнє господарство  становив 113 305 доларів США (медіана — 94 375), а середній дохід на одну сім'ю — 115 886 доларів (медіана — 85 926). Медіана доходів становила 64 712 долари для чоловіків та 52 043 долари для жінок. За межею бідності перебувало 1,8 % осіб, у тому числі 0,0 % дітей у віці до 18 років та 3,5 % осіб у віці 65 років та старших.
Цивільне працевлаштоване населення становило 1366 осіб. Основні галузі зайнятості: освіта, охорона здоров'я та соціальна допомога — 18,4 %, будівництво — 15,7 %, роздрібна торгівля — 15,2 %.